# Parque Nacional Natural Serranía de los Yariguíes
Der Parque Nacional Natural Serranía de los Yariguíes (deutsch: Nationalpark Yariguíes) ist ein Schutzgebiet in Kolumbien. Es wurde 2005 ausgewiesen und ist 590,63 km² groß. Der Park liegt in den nördlichen kolumbianischen Anden.

## Flora und Fauna
In dem Gebiet kommt der Brillenbär vor. Mehr als die Hälfte aller kolumbianischen Vogelarten wurden in Yariguíes nachgewiesen (Stand 2005).